# Pierre de La Porte
Pierre de La Porte fut le premier valet de chambre de Louis XIV, né en 1603, mort en 1680. 
Il entra, à dix-huit ans, au service d’Anne d’Autriche, en qualité de porte-manteau. Dévoué à cette princesse, il ne cessa d’être son intermédiaire secret avec les cours d’Espagne et des Pays-Bas, et la duchesse de Chevreuse. Le cardinal de Richelieu le fit mettre à la Bastille (1637) ; mais ni les promesses, ni les menaces, ni même la crainte du supplice ne purent ébranler sa fidélité à la reine. La prison se changea enfin pour lui en exil. 
Sa disgrâce ne cessa qu’à l’avènement de Louis XIV, dont il devint premier valet de chambre ; mais un excès de zèle et de franchise le fit encore éloigner de la cour (1653). 

## Œuvres
On a de lui des Mémoires fort curieux sur les événements auxquels il a été mêlé depuis 1624 jusqu’en 1666. Ils parurent d’abord à Genève en 1756, et ont été insérés de nos jours dans les collections de Petiteau et de Michaud et Poujoulat.